# مقاطعة لينكولن (تينيسي)
مقاطعة لينكولن هي مقاطعة في تينيسي، بلغ عدد سكانها 33٬361  نسمة، في 2010، عاصمتها فايتيفيل، تبلغ مساحتها 1٬478 كيلومتر مربع.

## الموقع
تشترك في الحدود مع:
- مقاطعة بيدفورد
- مقاطعة ماديسون.

## التقسيمات الإدارية
- فايتيفيل.

## أعلام
- ديه كوش
- جيم بارتون
- جيمس سميث
- ميرتل كوربن
- جوزيه ماكراكين